# فولاذ مرتفع المتانة منخفض التسبيك
فولاذ مرتفع المتانة منخفض التسبيك (ملاحظة 1) هو فولاذ سبائكي متميز بخواصه الميكانيكية والمتانة المرتفعة ومقاومته العالية للتآكل بالمقارنة مع الفولاذ الكربوني.
يحوي هذا الفولاذ على نسبة من الكربون تتراوح بين 0.05 - 0.25%؛ وكمية تصل إلى 2.0% من المنغنيز؛ بالإضافة إلى نسب ضئيلة من النحاس أو النيكل أو النيوبيوم أو الفاناديوم أو الكروم أو الموليبدنوم أو التيتانيوم أو الزركونيوم أو عناصر أرضية نادرة أخرى.